# Jamajčki zovoj
Jamajčki zovoj (lat. Pterodroma caribbaea) je možda izumrla morska ptica iz porodice zovoja. Usko je povezana s karipskim zovojem i često se smatra njezinom podvrstom.
Zadnji primjerak ove vrste prikupljen je 1979. i istraživanja na njemu provedena su 1996. i 2000. Nisu baš uspješno prošla.
Duga je oko 40 cm. Duljina krila je 267-284 mm. Duljina kljuna je 29.1-32.6 mm, a duljina repa je 107.1-119.9 mm. Perje je crnobijele boje. Kljun, noge i stopala su crni. Oči su tamnosmeđe. Rep je bijela kava-smeđe boje.

## Vanjske poveznice
|  | Zajednički poslužitelj ima još gradiva o temi Pterodroma caribbaea |
|  | Wikivrste imaju podatke o taksonu Pterodroma caribbaea             |